# Microsoft International Football 2000
Microsoft International Football 2000 est un jeu vidéo de football qui a été développé par Rage Software et qui a été commercialisé par Microsoft. Il est sorti le 20 octobre 1999 pour le PC. Dans le jeu, le joueur joue le rôle du manager d'une équipe de football internationale dans une compétition telle que la coupe du monde de la FIFA ou le championnat d'Europe de football. Le jeu a été développé en collaboration avec plusieurs entraîneurs de football. La réception du jeu était généralement positive. Ses graphiques ont été évalués au plus haut, bien que les critiques aient également apprécié la simplicité du jeu. Cependant, les aspects gameplay tels que l'IA ont obtenu une réponse mitigée.

## Système de jeu (gameplay)
Le jeu contient neuf modes différents, répartis en trois catégories : les matches amicaux, les tournois et les compétitions. Les matches amicaux sont non-compétitifs, les ligues fournissent un tournoi à la ronde et des matchs à élimination directe, alors que la catégorie des compétitions contient une série de compétitions tels que la coupe du monde de la FIFA ou le championnat d'Europe de football.
Chaque équipe a une ligne d'ensemble, qui peut être changée par le joueur. Car la fureur n'a pas acquis un permis de la FIFA, les noms de footballeur utilisés sont par défaut fictifs. Ils peuvent être changés par le joueur, tout comme les maillots des équipes. Les footballeurs peuvent effectuer toutes les actions communes à un terrain de football, telles que faire des dribbles, des passes, des coups de tête, des actions à une touche de balle, et même des retournés. Dans la version française, les commentaires sont fournis par Thierry Roland et Michel Drhey.
Effectuer une action illégale peut avoir comme conséquence une faute étant commise ; il est possible mais rare qu'un footballeur reçoive un carton jaune ou rouge. Les tacles glissés sont les plus susceptibles de provoquer une faute, alors que les tacles appuyés ont rarement comme conséquence un coup franc ou un penalty.

## Développement
Microsoft a recruté plusieurs entraîneurs anglais afin d'avoir de l'aide dans le développement du jeu. Ils ont aidé Rage à développer l'IA afin d'utiliser des tactiques et des stratégies utilisées dans le vrai football.

## Accueil
| Notes d'évaluation du jeu | Notes d'évaluation du jeu |
| ------------------------- | ------------------------- |
| Média                     | Note                      |
| AllGame                   | [ 1 ]                     |
| IGN                       | 7.6/10                    |
| PC Zone                   | 8.5/10                    |
| Sports Gaming Network     | 86/100                    |

L'accueil réservé à Microsoft International Football 2000 s'est révélé globalement positif.
Uros Jojic, le critique d'IGN questionné au sujet de ce jeu vidéo, a dit que le design du jeu n'est pas unique, et était généralement semblable à la plupart des autres jeux du genre, avec des "Matchs Classiques" comme seule exception. Il déplore que le jeu ne comporte pas les clubs, en raison de l'absence d'une licence FIFA. Eric Dysinger, le critique de Sports Gaming Network questionné au sujet de ce jeu vidéo, est convaincu que l'interface du jeu est simple mais efficace. Nick Woods, le critique d'AllGame questionné au sujet de ce jeu vidéo, a estimé que les contrôles étaient généralement faciles à apprendre, mais que le laps de temps nécessaire pour sélectionner le joueur appelé à faire un contrôle était trop long, "Il est certes possible d'ajuster les contrôles" remarque-t-il, "mais ce n'est pas une tâche intuitive ou facile".
Les graphismes du jeu ont été favorablement évalués par les critiques. IGN a déclaré que les textures du ciel sont belles et que "les textures de la pelouse ont un aspect extrêmement réaliste". Toutefois, le critique Jojic a été moins réceptif concernant d'autres fonctionnalités comme le stade et les effets de foule, qui selon lui manquaient parfois de détails. Il a également déclaré que les animations du jeu étaient "un mélange". Dysinger a dit que les graphismes d'arrière-plan étaient d'une grande qualité, en précisant que le jeu présente "les meilleures pelouses et les meilleurs stades pour jouer avec". L'avis de PC Zone a été encore plus positif, ce dernier a déclaré que Microsoft International Football 2000 est "sans doute ... actuellement le meilleur jeu de football qui existe". L'audio, cependant, n'a pas été jugé aussi favorablement. La qualité des commentaires a eu un accueil médiocre - PC Zone a écrit que "Ron Atkinson ... parlait comme s'il lisait un scripte", tandis que Sports Gaming Network s'est plaint que "souvent, un décalage existait entre le jeu et le commentaires". Tout en approuvant l'observation, Joic a dit que la musique était "de faible valeur et sans intérêt", tandis que Dysinger a dit qu'elle était bonne, mais répétitive.
Le système de jeu a reçu un accueil mitigé par différents relecteurs. Sports Gaming Network s'est plaint de quelques lags dans le jeu, avec des footballeurs qui ne répondent pas aux commandes jusqu'à ce que l'IA ait passé le ballon dessus. Dysinger a également critiqué l'absence de licence de la FIFA, qui a forcé les joueurs à apprendre les forces et les faiblesses des différents pays alors qu'ils n'ont pas un vrai tableau de service. PC Zone a été plus positif ; le jeu a été décrit comme une "commande d'arcade simple, ce qui en fait un excitant jeu de football". Le système de jeu de haut rythme a été comparé à Sensible World of Soccer. IGN a évalué le système de jeu hautement, notamment les caractéristiques "phénoménaux" du ballon, que Jojic décrit comme "l'interprétation la plus réaliste de mouvement de ballon que j'ai vue jusqu'ici dans un jeu de football". Toutefois, il a remarqué plusieurs défauts de l'IA qui rendent le jeu plus facile à certains moments. GameSpy, d'autre part, a déclaré que l'IA était "très sophistiquée".